# Comuna Cervona Sloboda, Kompaniivka
Cervona Sloboda (în ucraineană Червона Слобода) este o comună în raionul Kompaniivka, regiunea Kirovohrad, Ucraina, formată din satele Bereznehuvate, Bohodarivka, Cervona Sloboda (reședința), Hrizne, Koneve, Kremenciuvate și Malokoneve.

## Demografie
Componența lingvistică a comunei Cervona Sloboda
     Ucraineană (97,11%)
     Rusă (1,03%)
     Alte limbi (0,83%)
Conform recensământului din 2001, majoritatea populației comunei Cervona Sloboda era vorbitoare de ucraineană (97,11%), existând în minoritate și vorbitori de rusă (1,03%) și armeană (1,03%).